# Vittorio Santini
Vittorio Santini (Trento, 13 agosto 1920 – Cervignano del Friuli, 8 ottobre 2012) è stato un militare italiano.

## Biografia
Ha frequentato la Scuola militare di Milano, oggi Scuola militare "Teulié", come allievo del corso Masotto I '35-'38. Ha poi frequentato la Regia accademia di artiglieria e genio e la Scuola di applicazione come capocorso del 120º corso, l'ultimo a svolgere ambedue i cicli a Torino, i corsi di Scuola di guerra italiana e canadese. Ha operato con l'artiglieria meccanizzata nella seconda guerra mondiale e fu fra i militari italiani internati in Germania dopo l'armistizio. Ha comandato un gruppo di artiglieria semovente e, come colonnello, ha comandato 11º Artiglieria da campagna. Da generale ha assunto il comando della Divisione granatieri di Sardegna.
Ha prestato servizio nello SHAPE e allo stato maggiore dell'Esercito, è stato rappresentante italiano presso il Comitato militare della NATO ed ha comandato le FTASE. Nel 1981 fu nominato capo di stato maggiore della difesa, incarico che mantenne fino al 12 ottobre 1983.
Ha trascorso gli ultimi anni in quiescenza a Cervignano del Friuli, città che gli ha conferito la cittadinanza onoraria, dove è deceduto all'età di 92 anni.